# Yishan Yining

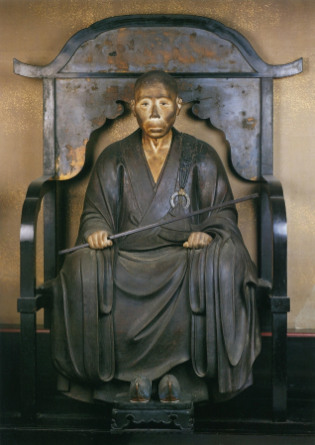
Chan & Zen-Meister Yishan Yining

Yishan Yining (chinesisch 一山 一寧, japanisch Issan Ichinei gelesen; geboren 1247 in der Stadt Taizhou in der Provinz Zhejiang China; gestorben 28. November 1317) war ein chinesischer buddhistischer Mönch der Rinzai-Sekte in der Song-Dynastie, der sein Leben in Japan verbrachte.

## Leben und Wirken
Yishan Yining kan am Ende der Kamakura-Zeit nach Japan. Sein eigentlicher Nachname war Hu (胡). Nach den missglückten Mongolen-Invasionen von Japan 1271 und 1281 sandte Kublai Khan (1215–1294) ihn als Geste des guten Willens nach Japan, wo er 1299, zusammen mit Xijian Xijian Shitan (西礀 子曇) und anderen Geistlichen ankam. Regent Hōō Sadatoki (北条 貞時; 1284–1301) vermutete, dass er ein ehemaliger Detektiv war und setzte ihn im Tempel Shuzen-ji (修禅寺) in der Provinz Izu fest.
Später durfte Yishan in den Tempel Kenchō-ji, Engaku-ji und Jōchi-ji in Kamakura tätig werden. 1313 wurde er auf Befehl des Kaisers Go–Uda (1267–1324) als drittes Oberhaupt zum Nanzen-ji in Kyōto versetzt. Er vermittelte die Lehre des chinesischen Philosophen Zhu Xi (1130–1200), nutzte buddhistische Texte in Versform (偈頌, Geju), um seine Schüler zu verbinden, brachte unter seinen Schülern Literaturwissenschaftler hervor und leistete einen großen Beitrag zur Zen-Literatur. Ihm wurde der Ehrentitel „Myōji Kōsai Daishi“ (妙慈広済大師) vom koreanischen König Seongjong, der 1294 bis 1307 regierte, verliehen. Der im Ruhestand befindliche Kaiser Go-Uda verlieh ihm den Titel „Issan Kokushi“ (一山 国師).
Zu seinen Schülern gehörten unter anderem Sekiryō Ninkyō (石梁 仁恭; 1266–1335), Monkei Ryōsō (聞渓 良聡; ?–1372) und Sesson Yumei (雪村 友梅) und Tōrin; (?–1372). Einige Beispiele sind Sonyubai und Tourin Yūkyū (?–1369).